# Hudinja (reka)
Hudínja je reka v osrednji Sloveniji, desni pritok Voglajne. Izvira na zahodnem gozdnatem pobočju hriba Kraguljišče na osrednjem Pohorju, teče sprva po ozki grapi, nato po nekoliko širši dolini skozi Vitanje, pod njim pa se v ozki soteski Socka prebija skozi vzhodne odrastke Karavank. Pri Socki se njena dolina spet razširi in pri Novi Cerkvi izteče v širše dno Dobrnskega podolja, po katerem teče proti jugovzhodu do kratke dolinske zožitve tik nad Vojnikom. Svoj tok nadaljuje skozi Vojnik in od tu naprej proti jugu po zahodnem robu nekoliko širše ravnine, pri Škofji vasi pa vstopi v gosto poseljeno vzhodno obrobje Celja in teče skozi tamkajšnje industrijsko območje naravnost proti jugu do izliva v Voglajno.
Glavni levi pritoki so Hočna, Novaški graben, Tesnica in (Vzhodna) Ložnica, večji desni pritoki so Paška voda, Jesenica, Vrbnica in Dobrnica.

## Opis reke
Zgornji tok Hudinje nad Vitanjem je v ozki grapi z gozdnatimi pobočji, vrezani v pohorske metamorfne kamnine. V njenem dnu ni veliko prostora za naselja, a vendar je v zgornjem delu zaselek Rakovec, kjer je bila nekoč pomembna glažuta, nekoč so bile ob potoku tudi številne manjše žage. Ta del Hudinje ima precejšen strmec, saj se na razdalji dobrih štirih kilometrov reka spusti za več kot 650 m. Tu dobiva tudi nekaj manjših stranskih pritokov, največji med njimi je desni pritok Paška voda, ki izvira na območju naselja Paka in velja za drugi povirni krak Hudinje. Od sotočja naprej ima dolina smer proti jugovzhodu in ostaja razmeroma ozka do malo iznad Vitanja, kjer se ob njej prvič pojavi naplavljeno dolinsko dno.
V Vitanju teče Hudinja prečno preko Vitanjskega podolja in tu sprejme prva večja pritoka Hočno in Jesenico, tik pod njim pa se zaje v ozko sotesko, imenovano Socka, po kateri se prebija skozi vzhodne odrastke Karavank (t. i. Vitanjsko-Konjiške Karavanke) – Paškim Kozjakom na zahodu in Stenico na vzhodni strani, ki sta večinoma zgrajena iz triasnega apnenca in dolomita. Že v srednjem veku je skozi to sotesko potekala pomembna prometna pot med Celjem in Koroško. Ta del doline je zelo ozek in slikovit, v njem je komaj prostora za reko in cesto, le v kotu pod vitanjskim starim gradom se stiska vitanjska livarna Kovinar in nekoliko niže na kraju nekdanjih fužin obrat tovarne Unior iz Zreč. Malo pod njim je v strugi 3 m visok Hudinjski slap.
Pri vasi Socka se pokrajinska podoba na mah spremeni: Hudinja izstopi iz soteske v širšo dolino z ravnim dnom, ki jo obdaja nizko Dobrnsko gričevje. Pod Novo Cerkvijo se ji v Dobrnskem podolju pridruži desni pritok Dobrnica, tudi smer toka se obrne proti jugovzhodu, vendar le za dober kilometer, saj se pri Višnji vasi ponovno obrne proti jugu, še prej pa se ji pridruži levi pritok Tesnica (ali Frankolovski potok). Le malo niže, onstran kratkega, nekoliko ožjega dela doline (starejše ime Mrakotina) stoji ob Hudinji naselje Vojnik, kjer reka vstopi v nekoliko širšo ravnino, ki je že del ravninskega dna Celjske kotline. V tem delu teče reka po širši poplavni ravnici, le pri Škofji vasi se na kratkem odseku povsem približa vzhodnemu obrobju Ložniškega gričevja, nato pa nadaljuje svoj tok naravnost proti jugu do Celja. V tem delu mesta je tik ob reki celjsko industrijsko območje in tu se ji z leve pridruži še zadnji pritok (Vzhodna) Ložnica, ki se je pred regulacijami stekala neposredno v Voglajno. Nekoliko dolvodno od mostu na današnji cesti Celje–Šentjur je nekdaj tik ob desnem bregu Hudinje stala velika talilnica cinka Cinkarna Celje. Še malo naprej teče reka pod železniško progo Celje–Maribor in se nekaj deset metrov dalje izlije v Voglajno.

## Hidronim in etimologija
Po mnenju jezikoslovca M. Snoja naj bi se reka prvotno imenovala Xodin'a (voda/reka), kar naj bi bil svojilni zaimek iz osebnega imena Xodin'a ali Xodinъ. Podobno meni jezikoslovec F. Bezlaj, da naj bi bila prvotna oblika imena Hodinja, kar  naj bi prav tako nastalo iz slovanskega osebnega imena Chodъ. Prvi zapisi imena reke so že iz srednjega veka, tako v latinski kot nemški obliki, mdr. Chodinie (1025), Chodiniae (1028), Chodin (1303), Koding (1400), Khoding (ok. 1500) idr. Na starih avstrijskih zemljevidih se reka imenuje Kötting Bach in Hudina Bach. Po mnenju nekaterih drugih naj bi reka dobila svoje 'zlovešče' ime zaradi silovitosti in nevarnosti pogostih poplav.

## Hidrogeografija
Hudinja je izrazito hudourniška reka in ima alpski dežno-snežni režim z dvema viškoma: novembrskim zaradi obilnejših padavin in manjšega izhlapevanja ter spomladanskim v mesecu aprilu in izrazitim poletnim nižkom v avgustu. Ob močnih padavinah, bodisi ob dolgotrajnejšem jesenskem deževju ali ob močnih poletnih neurjih, njen pretok zelo hitro naraste in se mestoma razlije po poplavni ravnici. Dolgoletni povprečni pretok Hudinje na vodomerni postaji Šmarjeta znaša 2,94 m3/s, največja pretoka doslej pa so zabeležili ob katastrofalnih poplavah 24. oktobra 1964 (355 m3/s) in 4. junija 1954 (463 m3/s)., ob zadnji hujši poplavi (18. septembra 2007) 'le' 173 m3/s . Tudi po drugih podatkih je Hudinja značilen predalpski vodotok, saj ima razmeroma majhen specifični odtok (15,4 l/s/km2) in precej nižji odtočni količnik kot ga imajo naše alpske reke (37,1 %).
Pred regulacijami je bilo ob Hudinji ob rednih in pogostih poplavah poplavljenih 370 ha površin, ob najhujših poplavah do 763 ha, po regulacijah pa se je obseg poplav precej zmanjšal. Prvo poplavno območje ob Hudinji se začenja nekoliko nad Novo Cerkvijo in sega sklenjeno mimo Višnje vasi do izliva Tesnice. Najobsežnejše poplavno območje je pred regulacijami v sklenjenem pasu segalo od iznad Vojnika do izliva Hudinje v Voglajno, kjer se je Hudinjino poplavno območje zlilo s poplavnim območjem Voglajne v nekdanjo mokrotno pokrajino – celjski Čret. Tu so se ob najhujših poplavah stekale poplavne vode Hudinje, Voglajne, (Vzhodne) Ložnice, Koprivnice in Sušnice, ki so se medsebojno zajezovale, vsem skupaj pa je odtok preprečevala še narasla Savinja.
Poplave ob Hudinji so tipično hudourniške: nastopijo zelo hitro, vendar trajajo le nekaj ur. Poplavne vode so izredno deroče, trgajo brežine ter prenašajo in nasipljejo velike količine različnega drobirja, saj se ob takšnih dogodkih na strmih pobočjih sprožijo tudi številni zemeljski plazovi. Ob velikih poplavah je lahko Hudinja zelo nevarna tudi za ljudi, kar se je najbolj očitno pokazalo ob katastrofi 4. in 5. junija 1954, v precejšnji meri  tudi ob poplavi 18. septembra 2007. Obakrat je bil najbolj prizadet ravno Vojnik, ker pač stoji tik ob reki, vendar je ob poplavi 2007 veliko škode v Vojniku napravil tudi manjši potok, ki priteka izpod Tomaža in se ni mogel izliti v naraslo Hudinjo.
Ob poplavi 4. junija 1954 je Hudinja zalila skoraj celotno poplavno ravnico, mestoma tudi več metrov na globoko; pri Novi Cerkvi se je razlila več kot 100 m na široko in ob višku (okrog 23. ure) je bila voda globoka do 2,5 m. Še huje je hudourniška poplava divjala dolvodno od izliva Dobrnice, ki je močno narasla zaradi večernih padavin in zajezitve v ožjem delu doline nad Lembergom in dosegla višek okrog 22.30, ko je pri Klančniku v Višnji vasi segla 3,4 m visoko, v Vojniku pa je poplavila glavno cesto in hiše ob njej več kot 2 m visoko.
Pod Vojnikom se je voda na široko razlila po polju in ni več dosegla tolikšne višine. V spodnjem toku, med Šmarjeto in Trnovljami, je poplava dosegla višek med polnočjo in 1. uro zjutraj, razlila pa se je predvsem proti vzhodu, saj jo je na zahodu zadržal nizek nasip glavne ceste Celje–Vojnik, odtekanje proti Savinji pa sta zavirala ozek železniški most tik pred izlivom v Voglajno in železniški nasip, zaradi česar je voda vdrla v mesto in ga poplavila: »Rasla je še tem hitreje, ker ji je zaviral odtok visoki nasip mariborske železnice, ki se vleče od vzhoda na zahod nekaj sto metrov južno od sovodnji. Pod njim vodi blizu cinkarne struga Voglajne proti Zavodni in dalje proti izlivu v Savinjo. Ker ozko mesto pod mostom ni moglo sproti odvajati visoke vode, se je le-ta razlila v smeri proti Čretu, pa na drugo stran – v Spodnjo Hudinjo in Gabrje ter preko glavne ceste v predmestne predele severno od nasipa savinjske železnice (Dolgo polje, Nova vas). Naraščala je vse bolj, prestopila v Gabrju savinjsko železnico in tako prodrla do mestnega jedra. V predmestnih četrtih Dolgo polje, Nova vas, Gabrje, Zavodna, Čret in dalje proti Bežigradu in Trnovljam so bile skoraj vse ulice povprečno 1–1,5 m visoko pod vodo.« 

## Kakovost vode
V zgornjem toku je Hudinja zelo čista in v dobrem ekološkem stanju, tako da nad Vitanjem del vode črpajo v celjski vodovodni sistem. V srednjem in spodnjem toku je bila reka po podatkih za leto 2011 v dobrem kemičnem stanju in v zmerno dobrem ekološkem stanju (slabše stanje je zaradi vsebnosti sulfatov in kobalta). V spodnjem toku skozi celjsko industrijsko območje je stanje še slabše, saj so v vodi precejšnje koncentracije težkih kovin (cink, kadmij, baker, krom, nikelj) ter sulfatov in mineralnih olj. Kakovost vode v reki se je občutno izboljšala v zadnjih letih tudi zaradi izgradnje čistilnih naprav za komunalne odpadne vode v Vitanju, Novi Cerkvi in Škofji vasi, na katero sta priključena tudi Vojnik in Ljubečna.

## Ljudje in reka
Kot mnogi naši vodotoki je bila tudi Hudinja v preteklosti izjemno pomemben vir vodne energije. Zaradi hudourniškega značaja reke so morali ponekod mline in žage postavljati nekoliko vstran od glavne struge in vodo nanje dovajati po kratkih mlinščicah, ki so jih morali stalno čistiti in sami skrbeti zanje. Samo na Hudinji je bilo evidentiranih 37 mlinov, 38 žag in 17 drugih obratov, v celotnem porečju Hudinje pa kar 238 mlinov, 72 žag in 31 drugih obratov, ki so poleg neposredne gospodarske koristi pomembno prispevali tudi k vzdrževanju rečnih strug in umiritvi rečnega toka. Po drugi svetovni vojni so vodni obrati tudi v porečju Hudinje drug za drugim utihnili in za mnogimi je izginila že skoraj vsaka sled. Le v Polžah še stojita Soržev mlin in žaga, ki sta danes v sklopu turistične kmetije Soržev mlin. V Vitanju je bila vodna sila Hudinje pomembna za pogon nekdanjih fužin, v povirju je v današnjem zaselku Rakovec v letih 1781–1874 delovala glažuta, ki je bila sredi 19. st. ena največjih v Sloveniji.

## Varstvo narave
Na Hudinji obstaja izrazita razlika v ohranjenosti reke in rečne struge med zgornjim tokom, kjer je skoraj v celoti ohranjena v naravnem stanju, ter srednjim in spodnjim tokom, kjer so bili v strugi opravljeni obsežnejši posegi, predvsem z namenom varovanja pred poplavami. Sicer je človek na krajših odsekih že nekoč posegal v njeno strugo, da bi  varoval mline in žage pred poplavami ter pretirano rečno erozijo. V ta namen so gradili manjše lesene jezove ali pragove ter mestoma utrjevali brežine, vendar so bili to le drobni posegi v primerjavi s poznejšimi obsežnejšimi regulacijami, s katerimi so povsem spremenili tako rečno strugo kot tudi ekološke razmere v reki.
Že leta 1928 so regulirali spodnji del Hudinje od nekdanjega Majdičevega mlina do izliva v Voglajno v dolžini 1400 m in s tem zmanjšali nevarnost poplav na celjskem industrijskem območju. Pred drugo svetovno vojno so izravnali tudi strugo od Polž do ceste Nova Cerkev–Dobrna, obsežna regulacijska dela pa so zlasti dolvodno od Vojnika opravili po katastrofalnih poplavah junija 1954. V okviru projekta Zagotovitev poplavne varnosti na porečju Savinje - lokalni ukrepi je bila v celoti preurejena struga Hudinje skozi Vojnik, ki jo na obeh bregovih obdajata še protipoplavna zidova. S tem je poplavna nevarnost v Vojniku sicer v veliki meri odpravljena, vendar bi bilo sedanji umetni kanal gotovo mogoče narediti lepšega ter ljudem in naravi prijaznejšega.
Zgornji tok Hudinje s pritoki do Vitanja je opredeljen kot naravna vrednota lokalnega pomena, soteska Socka pa je naravna vrednota državnega pomena. Kot naravna vrednota lokalnega pomena je zabeležen tudi Hudinjski slap na Hudinji v soteski Socka.
V čistih vodah zgornjega toka Hudinje in pritokov nad Vitanjem živi avtohtona potočna postrv (Salmo trutta), dolvodno od Vitanja tudi šarenka (Oncorhynchus mykiss). V počasneje tekoči vodi v srednjem in spodnjem toku živi še podust (Chondrostoma nasus nasus), klen (Leuciscus cephalus cephalus), platnica (Rutilus pigus virgo)  in mrena (Barbus barbus).